# Tom Harrell

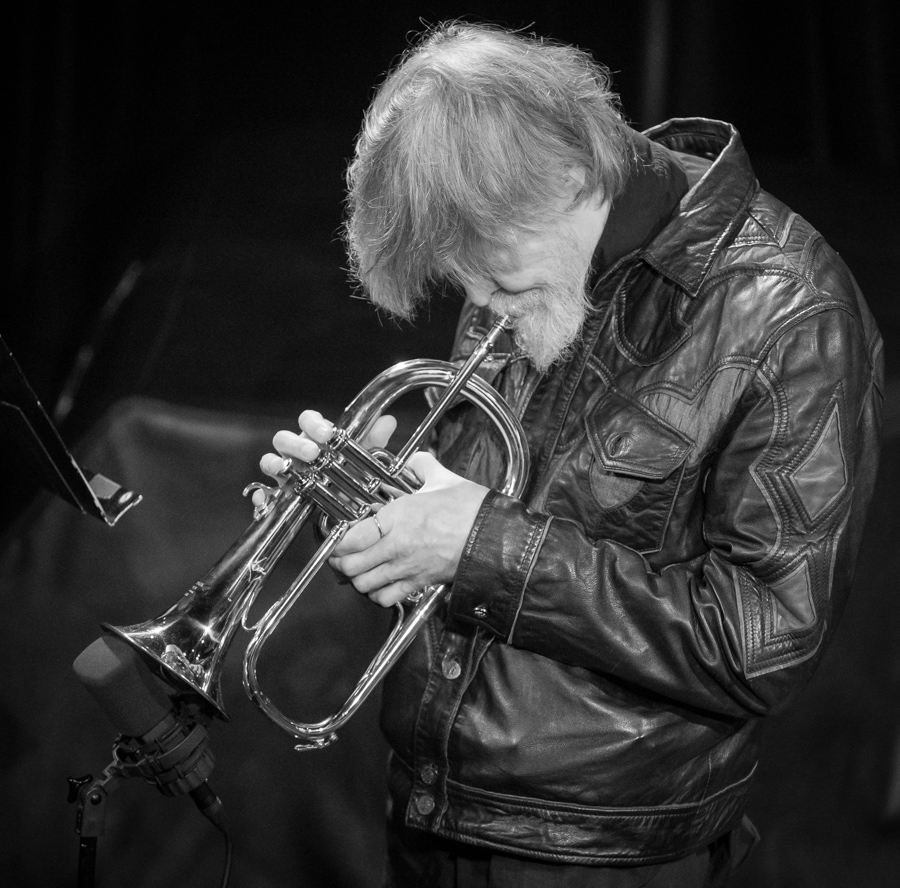
Tom Harrell (2017)

Tom Harrell (Urbana, 16 giugno 1946) è un trombettista statunitense.

## Biografia
Ha iniziato a suonare la tromba all'età di otto anni, debuttando professionalmente a 13 anni. Ha inciso con Bill Evans, Phil Woods, Dizzy Gillespie, Lee Konitz e altri giganti del jazz. Per gran parte degli anni ottanta ha suonato in tour con Woods.
Nel 1989 ha cominciato ad esibirsi con un suo gruppo personale denominato "Tom Harrell Quintet", che ha registrato per numerose e prestigiose etichette tra cui RCA Records e HighNote Records.
Nel 2012 ha debuttato con un ensemble di nove elementi, il "Tom Harrell Chamber Ensemble".

## Discografia

### Come interprete principale
- 1976 – Aurora
- 1978 – Mind's Ear
- 1984 – Play of Light
- 1985 – Moon Alley
- 1986 – Sundance
- 1987 – Open Air
- 1988 – Stories
- 1989 – Lonely Eyes
- 1989 – Sail Away
- 1990 – Form
- 1991 – Moon and Sand
- 1991 – Visions
- 1991 – Passages
- 1992 – Sail Away - live in Paris
- 1994 – Upswing
- 1995 – Cape Verde
- 1996 – Labyrinth
- 1998 – The Art of Rhythm
- 1999 – Time's Mirror
- 2001 – Paradise
- 2002 – Live at the Village Vanguard
- 2003 – Wise Children
- 2007 – Humanity
- 2007 – Light On
- 2009 – Prana Dance
- 2010 – Roman Nights
- 2011 – The Time of the Sun
- 2012 – Number Five
- 2013 – Colors of a Dream
- 2014 – Trip
- 2015 – First Impressions
- 2016 – Something Gold, Something Blue
- 2017 – Moving Picture
- 2019 – Infinity
- 2022 – Oak Tree
- 2024 – Alternate Summer